# Corredoiras (Boimorto)
Corredoiras (en gallego y oficialmente, As Corredoiras) es un lugar español situado en la parroquia de Ángeles, del municipio de Boimorto, en la provincia de La Coruña, Galicia.

## Demografía
| Gráfica de evolución demográfica de Corredoiras entre 2000 y 2018 |
|                                                                   |
| Datos según el nomenclátor publicado por el INE.                  |